# كريستيان بروكنر
كريستيان بروكنر (بالألمانية: Christian Brückner)‏ (و. 1943  م) هو مؤدي أصوات، وممثل مسرحي، وممثل أفلام ألماني، ولد في واوب جيخ.

## جوائز
حصل على جوائز منها:

نيشان استحقاق صليب الضباط لجمهورية ألمانيا الاتحادية

## وصلات خارجية
- كريستيان بروكنر على موقع IMDb (الإنجليزية)
- كريستيان بروكنر على موقع مونزينجر (الألمانية)
- كريستيان بروكنر على موقع ألو سيني (الفرنسية)
- كريستيان بروكنر على موقع ميوزك برينز (الإنجليزية)
- كريستيان بروكنر على موقع أول موفي (الإنجليزية)
- كريستيان بروكنر على موقع ديسكوغز (الإنجليزية)
- كريستيان بروكنر على موقع قاعدة بيانات الفيلم (الإنجليزية)
- كريستيان بروكنر على موقع كينوبويسك (الروسية)